# Schwere Panzer-Abteilung 501
De Schwere Panzer-Abteilung 501 / Schwere Panzer-Abteilung 424 was een zelfstandig opererend Duits tankbataljon in de Tweede Wereldoorlog. Het bataljon was de eerste eenheid met zware tanks van het type Tiger I die in Tunesië ingezet werd. Na de vernietiging van de Abteilung in mie 1943 en heroprichting volgde inzet in de oorlog tegen de Sovjet-Unie aan het Oostfront. Tijdens het Sovjet zomeroffensief van 1944 werd de eenheid opnieuw vernietigd, maar weer heropgericht en terug naar het oostfront gestuurd. In januari 1945 werd de Abteilung, intussen omgedoopt tot Schwere Panzer-Abteilung 424, voor de laatste maal vernietigd en daarna officieel opgeheven.

## Formatie

### Schwere Panzer-Abteilung 501

#### Eerste oprichting

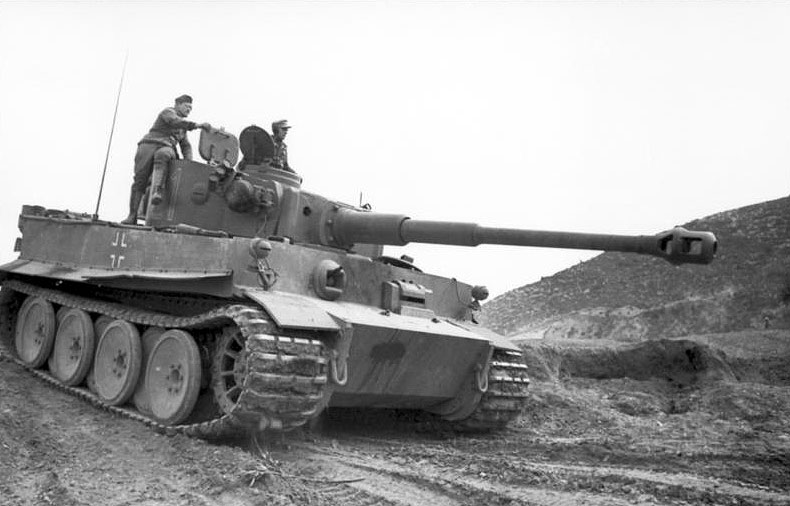
Tiger I in actie in Tunesië

Op 10 mei 1942 werd door Wehrkreis IX in Erfurt de Schwere Panzer-Abteilung 501 opgericht met twee compagnieën uit de onafhankelijke Zware Tankcompagnieën 501 en 502, die zelf op 16 februari 1942 waren opgericht. Eind augustus 1942 kwamen de eerste Tiger I bij de Abteilung aan. De Abteilung werd met zowel Tiger I als PzKpfw. III uitgerust. In oktober werd de Abteilung dan verplaatst naar Zuid-Frankrijk. In november volgde dan de verplaatsing per spoor naar Zuid-Italië. De eerste drie Tigers arriveerden op 23 november 1942 in Tunesië. Vrijwel meteen werd een Kampfgruppe gevormd en enkele dagen later volgde de eerste tegenaanval bij Djedeida, ten westen van Tunis. Meerdere Tigers volgden en de compagnie werd overal als “brandweer” ingezet. Op 25 december beschikte de Abteilung over 12 Tigers en 16 PzKw IIIs. Pas begin januari 1943 volgde de overtocht van de 2e compagnie en later die maand beschikte de Abteilung over 18 Tigers. Na verschillende acties samen met de 10e Pantserdivisie werd de Abteilung ten slotte op 26 februari 1943 samengevoegd in Panzerregiment 7 als diens III. Abteilung. Ook totaal  PzKw IVs werden toegevoegd, zodat de Abteilung nu over drie tanktypen beschikte. Na meerdere gevechten werd de Abteilung op 17 maart 1943 met de resterende 11 Tigers (plus andere tanks) samengevoegd met de net in Tunesië gearriveerde Schwere Panzer-Abteilung 504. Op 12 mei 1943 capituleerde de staf plus de 1e en 2e compagnie van de Abteilung in Tunesië op Kaap Bon aan Britse troepen.
Intussen was in Duitsland een 3e compagnie gevormd op 6 maart 1943, die echter niet meer naar Noord-Afrika verscheept werd, maar op 1 juli 1943 omgedoopt werd in de 10e compagnie van de III.(Tiger-)Abteilung van Panzerregiment Großdeutschland.

#### Tweede oprichting

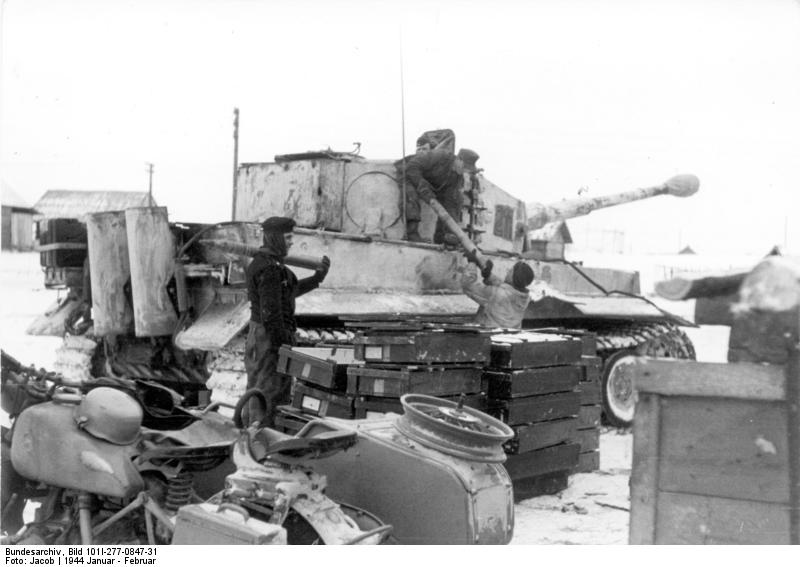
Tiger I krijgt nieuwe munitie, winter 1943/44

Op 17 september 1943 werd de Abteilung heropgericht in Paderborn uit 150 man van de “oude 501”, met drie compagnieën. Op 18 september volgde een verplaatsing naar Sagan en op 12 oktober naar Mailly-le-Camp voor training als geheel. Daar werd de eenheid tussen 19 oktober en 12 november met in totaal 45 nieuwe Tiger Is uitgerust.
Vanaf 5 december 1943 vertrok dan de Abteilung naar het oostfront en werd op 12 december 1943 uitgeladen in Vitebsk bij -8 °C en lichte sneeuw. Vanaf 20 december volgden dan de eerste gevechten bij Losovka om de 14e Infanteriedivisie te ondersteunen bij een tegenaanval. Hier volgden een paar dagen van zware gevechten, waarbij ook de Abteilungscommandant sneuvelde. In de winter van 1943/44 en de daaropvolgende lente bleef de Abteilung ondersteuning geven in de hevige defensieve gevechten van Heeresgruppe Mitte. Een succesvolle ondersteuning werd gegeven aan de 256e Infanteriedivisie in “Operatie Hubertus” op 12 en 13 maart 1944, waarbij noordelijk van Nipinzy een doorgebroken Sovjeteenheid werd omsingeld en vernietigd.
Tegen juni 1944 lag de Abteilung in reserve rond Orsja. Begin juni werden negen Tigers overgedragen aan schwere Panzer-Abteilung 509. Een deel van de Abteilung ging daarop op transport naar Duitsland om heruitgerust te worden met de Tiger II. Toen op 22 juni 1944 het grote Sovjetzomeroffensief (Operatie Bagration) begon, kwam de Abteilung meteen in actie en raakte verwikkeld in zware defensieve gevechten. Na de eerste week had de Abteilung als 14 Tigers verloren. Op 30 juni kwam de Abteilung bij de Berezina aan en de volgende twee dagen konden slechts zes Tigers met pont overgezet worden. De rest werd opgeblazen. Op 2 en 4 juli werden nog enige gerepareerde en nieuwe Tigers in gebruik genomen bij Minsk en ingezet. Op 5 juli 1944 gingen de laatste twee Tigers verloren bij Molodetsjno en daarmee was de Abteilung de facto vernietigd. Weinige mannen van de eenheid konden ontsnappen uit de pocket van Minsk.

#### Derde oprichting
Op 14 juli 1944 werd de Abteilung voor de derde maal opgericht, nu op Oefenterrein Ohrdruf. Tot 7 augustus ontving de eenheid in totaal 45 nieuwe Tiger II tanks. Al op 5 augustus 1944 ging de Abteilung (minus de 1e compagnie) op transport naar het Baranów-bruggenhoofd. Maar tijdens de 50 km van het eindstation naar het front vielen de meeste Tigers uit wegens mechanische problemen. Vanaf 11 augustus werd de eenheid toegevoegd aan de 16e Pantserdivisie en werd er meteen aangevallen. De volgende dag werden verschillende Tigers uitgeschakeld (waarvan drie totaal-verlies) door een enkele T-34-85 van de 53e Garde Tankbrigade. Die dag ging ook de 1e compagnie vanuit Ohrdruf op transport. Op 22 augustus was de Abteilung in actie rond Radom waarbij ook weer verschillende Tigers uitgeschakeld werden. In september werd de 3e compagnie ingezet in het gebied Kielce-Ostrowiec Świętokrzyski-Busko-Zdrój en op 8 september nam de Abteilung de resterende Tigers over van schwere Panzer-Abteilung 509. De Abteilung bleef daarna in reserve gedurende de volgende drie maanden.
De Abteilung werd op 21 december 1944 omgedoopt in Schwere Panzer-Abteilung 424. 

### Schwere Panzer-Abteilung 424
De Abteilung werd hierop direct toegevoegd aan het 24e Pantserkorps, dat als Panzerkorps neuer Art een Schwere Panzer-Abteilung organiek kreeg toebedeeld.
De Abteilung was gegroeid tot 52 Tigertanks (dus een overtal) door 11 overgenomen Tiger I's van de schwere Panzer-Abteilung 509. Op 12 januari 1945 begon het Sovjet Weichsel-Oderoffensief. Diezelfde middag rolde de Abteilung al naar het front. Voor de volgende dag werd een tegenaanval bevolen om het dorp Lisów terug te veroveren. In dit dorp bevond zich 2/3 van de Sovjet 61e Garde (Sverdlovsk) Tankbrigade (onder Kolonel Nikolaj G. Zjoekov), uitgerust met T-34-85 tanks. Deze liet de Duitse eenheid dichtbij komen in een klassiek hinderlaag situatie. Zo'n 12-14 Tigers gingen bij deze eerste aanval verloren en ook de Abteilungscommandant sneuvelde. Verdere aanvallen rond Lisów en in de regio zorgden voor een verdere decimering van de Abteilung. Naast uitschakeling door Sovjettroepen, werden ook vele Tigers opgeblazen en ook minstens een zakte door een brug en bleef achter. De resterende mannen van de Abteilung trokken daarop terug richting het westen als onderdeel van de "Gruppe Nehring" in de zogenaamde "wandernder Kessel" (rondtrekkende pocket), en verzamelden zich daarna bij Grünberg in Schlesien.In dit gebied kregen verschillende bemanningen enkele pantservoertuigen van de reparatiewerkplaats in Brieg. Dit waren 2 Panthers, 3 Panzer IVs, 2 Nashorns en verschillende  Hetzers. Met deze voertuigen kwam de Abteilung in actie rond de Oder tot 5 februari 1945. Op die dag werden de mannen van de eenheid per trein overgebracht naar Paderborn.

### Einde
De Schwere Panzer-Abteilung 501 werd officieel op 11 februari 1945 opgeheven in Paderborn. Het personeel werd gebruikt voor de oprichting van de Schwere Panzerjäger-Abteilung 512.
Alleen de 3e compagnie bleef achter in Paderborn en beschikte rond Pasen 1945 over 2 Tiger Is, 1 Panther en 1 Panzer IV (allen rij-instructietanks) van oefeneenheden. Hier kwam de compagnie in actie bij Paderborn-Salzkotten, waarbij een Tiger uitgeschakeld werd. De rest gaf zich over bij Höxter.

## Data
De Schwere Panzer-Abteilung 501 vernietigde in totaal meer dan 450 geallieerde tanks, waarvan 150 in Noord-Afrika, meer dan 200 aan het oostfront met de Tiger I en meer dan 100 met de Tiger II. De Abteilung zelf verloor 120 Tiger tanks. Van die 120 ging de meerderheid verloren door zelfvernietiging. 

## Commandanten
| Rang                 | Naam                 | Begin            | Eind               |
| -------------------- | -------------------- | ---------------- | ------------------ |
| Major                | Hans-Georg Lueder    | 10 mei 1942      | 28 februari 1943   |
| Major                | August Seidensticker | 17 maart 1943    | 12 mei 1943        |
| Major                | Erich Löwe           | september 1943   | 23 december 1943 † |
| Hauptmann            | Hammerstein          | 23 december 1943 |                    |
| Major/Oberstleutnant | Erhard von Legat     | januari 1944     | 22 augustus 1944   |
| Major                | Siegfried Saemisch   | 22 augustus 1944 | 13 januari 1945 †  |

Opmerkingen: Major Lueder raakte gewond tijdens een nachtelijke aanval bij Sidi Nsir.  Major Seidensticker was de commandant van de Schwere Panzer-Abteilung 504 en was dus commandant van beide Abteilungen toen 501 aan 504 werd toegevoegd. Major Löwe’s tank werd geraakt en hij wisselde van tank. Kort daarop werd hij vermist. Hauptmann Hammerstein, de commandant van de HQ compagnie nam tijdelijk over. Major von Legat werd vervangen omdat hij vermeende contacten had met de plegers van de aanslag op Hitler. Major Saemisch sneuvelde bij de tegenaanval op Lisów.